# 阿尔法区
阿尔法区（英語：Alpha Regio）金星上以南纬22°、东经5°为中心向外延伸1500公里的区域。 
该地形于1964年由迪克·戈尔茨坦发现並命名。 该命名于1976年和1979年间由国际天文学联合会工作组按行星系统命名法认可批准。 馬克士威山脈、阿尔法区和贝塔区是三个金星上不以女神或女性命名的表面特征。
该区域的地表是所谓的“镶嵌地块”，即意味着地面已高度变形，在多个方向受压变形并紧密间隔排列的地形。该词汇源于希腊字“平铺”(俄罗斯研究人员分析金星15号和金星16号图像认为该种地形看起来像镶木地板)。像所有镶嵌地块区，它高于周边地面1至2公里并显示有着严重的折叠收缩变形。也像大部分镶嵌地块单元，周边的火山平原显示较阿尔法区地质年龄更青。
通过金星快车轨道器的红外图显示，阿尔法区高原上岩石颜色较亮，看上去比金星大部分地区的更旧，在地球上，类似亮色的岩石通常是花岗岩。

## 参阅
1. ↑  Butrica, Andrew J., SP-4218 To See the Unseen, Chapter 5: Normal Science （页面存档备份，存于）, NASA, 1996
2. ↑  Butrica, Andrew J., SP-4218 To See the Unseen, Chapter 6: Pioneering on Venus and Mars （页面存档备份，存于）, NASA, 1996
3. ↑  .   [2014-01-14]. （原始内容存档于2009-09-16）.